# ГАЗ-3103
ГАЗ-3105 («Волга») — автомобиль среднего/большого класса, является полноприводной модификацией базовой модели, с удлинёнными колёсной базой и кузовом, а также имеющей V-образный восьмицилиндровый двигатель, дополнительные удобства и иную радиаторную решётку. Является «преемником» модели ГАЗ-14 «Чайка», собственное имя «Волга» получил в 1990-х годах. Производился малыми предсерийными партиями с 1992 по 1996 год на мощностях Горьковского автозавода, на ПАМС, по обходным технологиям — конвейерного производства налажено не было. Данные экземпляры отличаются присутствием в них некоторых комплектующих иностранных марок, это обусловлено тем, что они являются опытно-промышленными и выставочными. Всего было выпущено 79 экземпляров данной модели, из которых 24 являлись опытными образцами.
Новая платформа имеет ряд конструктивных отличий от предыдущей (ГАЗ-24) — среди основных: ведущие передние колёса, независимые передняя и задняя подвески типа «качающаяся свеча» и ШРУСы в системах привода передних и задних колёс. Платформа оснащается двигателями моделей ЗМЗ-406 и ГАЗ-3105. Из-за наступления неблагоприятного времени освоение данного поколения легковых автомобилей ГАЗ не было доведено до конца. Его место вынужденно заняла модель ГАЗ-3110 — модернизация ГАЗ-24, передняя подвеска и задний мост которого подверглись изменениям. ГАЗ-3110 унаследовала от ГАЗ-3103 дизайн интерьера, посадочные параметры ступиц колёсных дисков (5x108), стальные (штампованные) колёса и двигатель поколения ЗМЗ-406.
На данной платформе должно было появиться IV поколение маршрутного такси и автомобиля скорой медицинской помощи РАФ, опытный образец которого имеет обозначение РАФ-М1 «Роксана».
ГАЗ-3103 — легковой автомобиль среднего класса, первый переднеприводной седан Горьковского автомобильного завода. Представляет собой VI поколение легковых автомобилей среднего класса ГАЗ, разработан для плановой замены модели ГАЗ-3102 «Волга» в 1990—2000 гг. Во второй половине 1980-х годов, после ликвидации большого класса легковых автомобилей, освоение данной модели было приостановлено и отложено в пользу освоения удлинённой модификации — ГАЗ-3105. Таким образом, к началу 1990-х годов данный автомобиль не был готов к производству.
ГАЗ-3104 — обозначение опытного образца полноприводной модификации ГАЗ-3103.

## История

### Застойное начало
В 1968 году Горьковский автомобильный завод представил пятое поколение легкового автомобиля среднего класса — ГАЗ-24 «Волга». Первоначально предполагалось, что автомобиль будет выпускаться около десяти лет, что было нормой для автомобильной промышленности СССР данного периода (Для сравнения — «Победа» М-20 — выпускалась с 1946 года по 1958 год, «Москвич» MЗМА-400/401 — 1946—1956, МЗМА-402/407/403 — 1956—1965, «ЗИМ» ГАЗ-М-12 — 1950—1960, «Волга» ГАЗ-21 — 1957—1970, ЗИЛ-111 — 1958—1967, «Запорожец» ЗАЗ-965 — 1960—1969 и т. д.). К концу 1970-х должна была состояться премьера модели шестого поколения, с её заменой после 1980 года. Конструкторское бюро активно приступило к задаче, но по целому ряду причин, главным образом политическим и финансовым (см. потребительский идеал в СССР и период застоя) данному проекту не суждено было увидеть свет. Для выхода из ситуации было принято экономное решение использовать кузов ГАЗ-24 для основы нового автомобиля. В конце 1970-х был спроектирован автомобиль ГАЗ-3101.
Несмотря на широкую рекламу нового автомобиля и успешные испытания, его выпуск постоянно откладывался. Даже в старом кузове узлы нового автомобиля оказались слишком сложными для осваивания разными смежными производствами. В вынужденной программе дальнейшего упрощения шестицилиндровый ГАЗ-3101 превратился в четырёхцилиндровый ГАЗ-3102 (некоторые источники также указывают, что отказ от V6 был сделан с расчётом на экспорт и валютную прибыль из стран Западной Европы, которые страдали последствиями топливного дефицита, вызванного нефтяным кризисом 1973 года), которая, помимо иного, лишилась планировавшихся кондиционера, усилителя руля, автоматической коробки передач и бесшкворенной передней подвески.
В марте 1985 года к власти пришёл Михаил Горбачёв, с которым страна вошла в новый цикл истории — эпоху перестройки. К этому времени и разработанная в конце 1960-х ГАЗ-24 «Волга» также окончательно устарела как технически, так и внешне. Но и ГАЗ-3102 «Волга» выглядела свежей уже лишь на фоне иностранных автомобилей второй половины 1970-х (Mercedes-Benz W123, например). Даже на внутреннем рынке другие автозаводы успешно завершали переход на новые поколения: «Алеко» (АЗЛК), «Орбита» (Ижевский автозавод), «Спутник» (ВАЗ), «Таврия» (ЗАЗ) и «Ока».
Очевидно, что оба автомобиля требовали немедленной замены, но в 1985 году таковой не было. Многолетняя политика плановой экономики и её органов (госплан, госснаб и госстрой), нежелание смежных производств осваивать новые узлы за счёт сворачивания массового выпуска устаревших, а также неэффективное руководство Минавтопромом СССР в лице «ВАЗовского» министра Полякова привели к тому, что у Горьковского автомобильного завода проекты автомобилей нового поколения существовали лишь в виде чертежей.

### Выход из тупика
Выправление ситуации началось с приходом Николая Пугина, который сменил Полякова в октябре 1986 года. Ещё в 1983 году, возглавляя предприятие, он поручил разработать максимально простейший временный переход конвейера с ГАЗ-24 на ГАЗ-3102 и одновременно приступить к разработке нового, уже по сути, седьмого поколения легковых автомобилей. Переход действительно оказался самым бюджетным вариантом, учитывая временный статус автомобиля. Из-за описанных выше причин было решено не только отказаться от проекта внешней модернизации кузова, но и упростить многие узлы и решения, которые заимствовали от ГАЗ-3102 (обивка салона чёрным пластиком вместо полиуретана, стандартное питание двигателя без форкамерно-факельного зажигания, сохранение барабанных передних тормозов вместо дисковых и т. д.). Но даже и такая простая задача затянулась, и лишь в конце 1985 года появился гибрид старой ГАЗ-24 и ГАЗ-3102, «временная» Волга ГАЗ-24-10.
Разработка нового автомобиля началась одновременно, в 1983 году конструкторское бюро двигателей представило схему нового поколения мотора для будущего автомобиля с верхним распредвалом и инжекторным питанием — будущий ЗМЗ-406. К 1986 году сформулировалась общая заводская программа будущего модельного ряда. Линейку открывал переднеприводной ГАЗ-3103 с четырёхцилиндровым двигателем, за ним следовал полноприводный ГАЗ-3104 с аналогичным мотором, но в улучшенной комплектации, и флагман — ГАЗ-3105 с мощными шести- и восьмицилиндровыми двигателями и удлинённой колёсной базой. Предлагались также разработки универсалов, машин скорой помощи, фургонов, пикапов и других модификаций. Постановлением Совмина № 786—186 от 13 июля 1987 года ГАЗ получает заказ на опытную разработку и организацию производства будущего автомобиля. Им же окончательно определяется и компоновка семейства, в которой ГАЗ-3104 лишается полного привода в пользу классического заднего.
Параллельно вокруг новой Волги развязался очередной спор. На полную разработку полностью советского автомобиля за короткий период не было средств, а многие сторонники перестройки и рыночных отношений СССР со странами запада лоббировали идею покупки лицензии на зарубежный аналог. Хотя в 1986-88 ГАЗу передали несколько образцов Chrysler Intrepid, Ford Scorpio и Peugeot 605 для изучения, основой стал Audi 100 третьего поколения (1983 г.), от которой оставили поперечное сечение кузова по средней стойке и принципиальную схему компоновки трансмиссии.
В 1988 году, в рамках так называемой «борьбы с привилегиями», ГАЗ-14 был снят с производства. В производстве были оставлены устаревшая модель ГАЗ-24 и её модернизированный вариант ГАЗ-3102. Тогда Пугин решил воспользоваться уходом «Чайки» для отстаивания собственного проекта, аргументируя простоем заводских мощностей. В данном случае речь шла только о ГАЗ-3105 как о престижной версии, которая обязана была стать атрибутом современной советской власти, для которой новая «Волга» смотрелась бы современным и демократическим решением в сравнении с застойной «Чайкой», но главное — отечественной разработки, что положило бы конец спору о закупке лицензии заграницей. Планировалось, что такое решение даст толчок бюджетным машинам. С 1988 года начались испытания прототипов, которых к 1990 году построили 24 единицы.

### На стыке эпох
Как и предполагалось, испытательный цикл был в основном направлен на ГАЗ-3105, который к этому времени был выделен в отдельный проект. В 1992 году автомобиль получил сертификацию к производству. Однако, это уже было в другой стране и в других условиях. Входя в рыночную экономику, ГАЗу пришлось трезво оценить ситуацию. Во-первых, снятие «Чайки» с производства случилось на фоне либерализации всей экономики СССР, и, как следствие, её место служебных автомобилей чиновников стали стремительно занимать ввозимые иномарки. Появление последних окончательно лишило престижа «Волгу», в том числе и ГАЗ-3102, выпуск которой сократился с трёх тысяч единиц в 1991 до 423 автомобилей в 1992 году. Самым востребованным автомобилем новых реалий оказалась полуторка «Газель», производство которой легло в приоритеты ГАЗа перед тяжёлыми грузовиками и легковыми автомобилями, и лишь нужда в финансовой поддержке для освоения нового проекта потребовала от ГАЗа какой-либо заботы о последних. В 1992 году отложенный проект внешней модернизации ГАЗ-24-10, штампы кузовных панелей которой окончательно износились от времени, воплощается на скорую руку, превращая её в ГАЗ-31029. Конвейер разгоняют с 70 тысяч машин в год до почти 110 тысяч. Выпуск ГАЗ-3102 также быстро увеличивается, так как данный автомобиль допускается к продаже частным лицам. В результате, годовой выпуск ГАЗ-3102 также растёт (до 15 тысяч к середине 1990-х). Обратной стороной этого решения стало резкое падение качества сборки этих автомобилей.
На фоне таких потрясений, завершивший испытания и получивший допуск к производству ГАЗ-3105 оказался никому не нужен. За время его разработки зарубежная автомобильная технология сделала очередной технологический прорыв с применением компьютерных технологий. В постсоветской России таких смежников не было, что сделало цену очень высокой из-за вынужденных закупок за рубежом, особенно на фоне экономического спада в стране. Проекты более бюджетных собратьев, ГАЗ-3103 и ГАЗ-3104, так и остались нереализованными.

«Ошибка в том, — говорили мне многие заводчане, занимающие самые разные ступени иерархической лестницы, — что мы начали разработку семейства с „люксовой“ модификации, да тогда по-другому было нельзя. Сегодня время упущено.» — С. Дорофеев в статье «А ну-ка, ГАЗ, прибавь-ка газу» («За рулём», июнь 1993 год)
Тем не менее, в 1994 году производство всё-таки началось. 5 января 1994 года Президент России Борис Ельцин подписывает распоряжение, в котором до 1996 года АО ГАЗ обязано создать необходимые мощности для выпуска ГАЗ-3105 объёмом 250 единиц в год. По этому же распоряжению уже в 1994 году завод должен выпустить 100 единиц, а в следующем — и 150. Но распоряжение так и не было выполнено.

## Современные тенденции
На ГАЗе к 1987 году были представлены первые опытные образцы, имевшие ряд нововведений, таких как: реечное рулевое управление с гидроусилителем, регулировка руля по длине и наклону, постоянный полный привод с возможностью блокировки межосевого дифференциала, подвеска типа Макферсон спереди и сзади, климатическая установка с электронным управлением и полный электропакет, включавший центральный замок, электрические стеклоподъёмники на всех дверях, электрические приводы регулировок как передних, так и заднего сидений.
Особенностью автомобиля являлась удачная компоновка, при которой салон при тех же внешних габаритах по сравнению с обычной «Волгой» был просторнее, с электрорегулировками сидений, без прямых острых линий. Коэффициент лобового сопротивления Сх=0,35…0,36. Была предусмотрена установка климатической системы.
Машина оснащалась карбюраторным двигателем 3105 V8 с карбюратором К-114 и, позже, «Пирбург» (Pierburg). Двигатель 3105 имел унификацию с двигателем ВАЗ-21083 и агрегатировался с двухвальной пятиступенчатой коробкой передач и сухим однодисковым сцеплением с диафрагменной пружиной вытягиваемого типа. Для управления двигателем использовалась бесконтактная система зажигания с ограничителем оборотов двигателя. Также предполагалось использовать ABS и катализатор отработанных газов.
Для дилеров стоимость автомобиля составляла от $50000 до $60000, что было сопоставимо с автомобилями иностранного производства того же класса.

## Закрытие проекта
В 1992 году автомобиль был представлен на международных салонах в Лейпциге и Брюсселе и произвёл впечатление. Однако подсчитали, что производство такого автомобиля для правительства обходится дорого, и с 1992 года по 1996 год было произведено всего лишь 55 автомобилей вместо планируемого объёма выпуска 250 автомобилей в год.
ГАЗ-3105 имел несколько модификаций. Первая из них (3105) имела двигатель 3105 с карбюратором К114 и развивала мощность 156 л. с., более поздняя модификация имела карбюратор Пирбург 4А1 (Solex 4A1) и развивала 170 л. с. Модификация с двигателем 3105, оснащённым моновпрыском Lucas, имела индекс 31052 и так же развивала мощность 170 л. с. Также имелась модификация с двигателем 3105, оснащённым распределённым впрыском топлива и микропроцессорной системой управления фирмы Абит (Санкт-Петербург), индекс двигателя изменили на ГАЗ-321.10, а номер модели стал 31054. Последняя из модификаций была сделана инженерами ГАЗа уже после прекращения выпуска автомобилей, имела двигатель ЗМЗ-406 с системой впрыска, поскольку нужно было собрать оставшиеся автомобили для продажи, а двигатели 3105 (ГАЗ-321.10) ГАЗ уже перестал производить.
В 1993 году на старт чемпионата России по ралли выходила раллийная версия модели ГАЗ-3105.

## В игровой и сувенирной индустрии
В ноябре 2012 г. фирма РСТ выпустила для журнальной серии Автолегенды СССР издательского дома ДеАгостини модель ГАЗ-3105 бордового цвета.
Ранее по заказу коллекционеров была изготовлена ограниченная партия моделей одним мастером[каким?] с юга России. После этого, в соответствии с требованиями заказчиков, оснастка для производства данной модели была уничтожена.